# Ernest Victor Abbott
Ernest Victor Abbott (Ashland, Oregon, 1899 - 9 de setembro de 1980 ) foi um botânico norte-americano .